# Tân Phước (huyện)
Tân Phước là một huyện cũ thuộc tỉnh Tiền Giang, Việt Nam.

## Địa lý
Huyện Tân Phước nằm ở phía bắc của tỉnh Tiền Giang, có vị trí địa lý:
- Phía đông giáp thành phố Tân An và huyện Thủ Thừa thuộc tỉnh Long An
- Phía tây giáp huyện Cai Lậy và huyện Tân Thạnh, tỉnh Long An
- Phía nam giáp thị xã Cai Lậy và huyện Châu Thành
- Phía bắc giáp huyện Thạnh Hóa, tỉnh Long An.

Huyện có diện tích là 333 km². Dân số năm 2018 là 63.032 người, số hộ gia đình 15.670 hộ. Dân cư đa phần là từ các nơi đến lập nghiệp khi mới thành lập huyện, có 08 dân tộc thiểu số chung sống đan xen trong cộng đồng dân cư, gồm: Khơme, Hoa, Tày, Thái, Nùng, Mường, Êđê, Sán Dìu. Huyện ly là thị trấn Mỹ Phước nằm trên tỉnh lộ 865, cách thành phố Mỹ Tho 25 km về hướng tây bắc. Tỉnh lộ 865 theo hướng tây đi huyện Tháp Mười (Đồng Tháp).

## Hành chính
Huyện Tân Phước có 12 đơn vị hành chính cấp xã trực thuộc, bao gồm thị trấn Mỹ Phước (huyện lỵ) và 11 xã: Hưng Thạnh, Phú Mỹ, Phước Lập, Tân Hòa Đông, Tân Hòa Tây, Tân Hòa Thành, Tân Lập 1, Tân Lập 2, Thạnh Hòa, Thạnh Mỹ, Thạnh Tân.

## Lịch sử
Trước năm 1994, địa bàn huyện Tân Phước ngày nay thuộc hai huyện Châu Thành và Cai Lậy của tỉnh Tiền Giang. Trong đó, xã Tân Hòa Tây trước đây thuộc huyện Cai Lậy; 6 xã Tân Hòa Đông, Hưng Thạnh, Mỹ Phước, Phú Mỹ, Tân Lập và Tân Hòa Thành trước đây cùng thuộc huyện Châu Thành. Trước khi chia tách, một phần đất đai xã Tân Hòa Tây cùng với toàn bộ đất đai xã Tân Hòa Đông trước năm 1975 cùng thuộc địa bàn tỉnh Kiến Tường cũ.
Ngày 11 tháng 7 năm 1994, Chính phủ ban hành Nghị định số 68-CP về việc thành lập huyện Tân Phước thuộc tỉnh Tiền Giang như sau:
Thành lập huyện Tân Phước thuộc tỉnh Tiền Giang trên cơ sở diện tích tự nhiên 10.634,72 hécta (trong đó có 580 hécta giao lại cho tỉnh Long An), nhân khẩu 5.698 của huyện Cai Lậy và diện tích tự nhiên 23.486,53 hécta (trong đó có 550,81 hécta giao cho tỉnh Long An), nhân khẩu 36.333 của huyện Châu Thành.
Huyện Tân Phước có 32.991,44 hécta; nhân khẩu 42.031; gồm 13 đơn vị hành chính là:
- Xã Phú Mỹ có diện tích tự nhiên 1.228,80 hécta; nhân khẩu 8.091.
- Xã Tân Hoà Thành có diện tích tự nhiên 1.747 hécta; nhân khẩu 8.360.
- Xã Hưng Thạnh có diện tích tự nhiên 3.124,07 hécta; nhân khẩu 5.340.
- Xã Mỹ Phước có diện tích tự nhiên 3.900,82 hécta; nhân khẩu 2.972.
- Xã Tân Hoà Đông có diện tích tự nhiên 2.614 hécta; nhân khẩu 1.181.
- Xã Tân Hoà Tây có diện tích tự nhiên 3.352 hécta; nhân khẩu 2.853.
- Xã Thạnh Mỹ có diện tích tự nhiên 2.805,54 hécta; nhân khẩu 789.
- Xã Thạnh Hoà có diện tích tự nhiên 2.662,27 hécta; nhân khẩu 627.
- Xã Thạnh Tân có diện tích tự nhiên 3.319,8 hécta; nhân khẩu 541.
- Xã Phước Lập có diện tích tự nhiên 3.442,78 hécta; nhân khẩu 5942.
- Xã Tân Lập 1 có diện tích tự nhiên 2.870,99 hécta; nhân khẩu 1800.
- Xã Tân Lập 2 có diện tích tự nhiên 1.647,11 hécta; nhân khẩu 1525.
- Thị trấn Mỹ Phước có diện tích tự nhiên 247,57 hécta; nhân khẩu 2000.

Như vậy, sau khi nhập vào huyện Tân Phước, các xã này được chia lại như sau:
- Chia xã Tân Hòa Tây thành 3 xã mới: Tân Hòa Tây, Thạnh Hòa và Thạnh Tân;
- Tách đất xã Mỹ Phước để thành lập thị trấn Mỹ Phước (thị trấn huyện lỵ huyện Tân Phước);
- Chia xã Tân Lập thành 2 xã: Tân Lập 1 và Tân Lập 2;
- Tách một phần đất đai 2 xã Mỹ Phước và Tân Lập để thành lập mới xã Phước Lập;
- Chia xã Tân Hòa Đông thành 2 xã mới: Tân Hòa Đông và Thạnh Mỹ;
- Giữ nguyên địa giới hành chính 3 xã: Tân Hòa Thành, Phú Mỹ và Hưng Thạnh như cũ.

Đặc biệt, từ năm 1994 đến nay, địa bàn các xã Thạnh Hòa, Thạnh Tân, Thạnh Mỹ và Tân Hòa Đông cùng nằm trong một phần đất đai xã Tân Bình (thuộc quận Kiến Bình) và xã Tân Đông (thuộc quận Tuyên Nhơn) cùng thuộc tỉnh Kiến Tường trước năm 1975; riêng địa bàn xã Tân Hòa Tây sau khi chia tách thì vẫn nằm trong phần đất đai thuộc quận Cai Lậy, tỉnh Định Tường (phía chính quyền Cách mạng lúc bấy giờ gọi là huyện Cai Lậy thuộc tỉnh Mỹ Tho) như trước năm 1975.
Ngày 10 tháng 1 năm 2020, Ủy ban Thường vụ Quốc hội ban hành Nghị quyết số 870/NQ-UBTVQH14 về việc sắp xếp các đơn vị hành chính cấp xã thuộc tỉnh Tiền Giang (nghị quyết có hiệu lực từ ngày 1 tháng 2 năm 2020). Theo đó, sáp nhập toàn bộ diện tích tự nhiên và dân số của xã Mỹ Phước vào thị trấn Mỹ Phước.
Huyện Tân Phước có 1 thị trấn và 11 xã như hiện nay.